# Wenum-Wiesel
Pour les articles homonymes, voir Wiesel.
Wenum-Wiesel est un village-jumeau appartenant à la commune néerlandaise d'Apeldoorn.
En 2006, Wenum-Wiesel et Beemte-Broekland comptaient ensemble 3 160 habitants.

Le 1er janvier 2007, le village de Wenum-Wiesel comptait 2 200 habitants, répartis pour 1 150 habitants à Wenum et 1 050 à Wiesel.

La superficie de Wenum-Wiesel est de 31 km².